# Овидиу Хобан
Овидиу Хобан (на румънски: Ovidiu Hoban), роден на 27 декември 1982 г. в Бая Маре, Румъния, е румънски професионален футболист, дефанзивен полузащитник, настоящ играч на израелския Апоел Беер Шева и националния отбор на Румъния.

## Кариера

### Клубна кариера
През кариерата си е играл за немския Клаузен, румънските Университатия Крайова, Бихор Орадя, Газ Метан Медиаш, Университатия Клуж и Петролул Плоещ. От лятото на 2014 г. е играч на израелския Апоел Беер Шева.

### Национален отбор
Хобан прави дебюта си за националния отбор в приятелски мач срещу Тринидад и Тобаго, изигран на 4 юни 2013 г. С екипа на националния отбор участва и на Евро 2016.

## Трофеи
Петролул Плоещ
- Купа на Румъния (1): 2012 / 13

Апоел Беер Шева
- Шампион на Израел (1): 2015 / 16
- Суперкупа на Израел (1): 2016